# كلاوديو تابيا
كلاوديو تابيا (بالإسبانية: Claudio Tapia)‏ (1967 - ) هو لاعب كرة قدم أرجنتيني في مركز الهجوم.